# Championnats du monde de cyclo-cross 1980
Navigation
Édition précédente Édition suivante
Les championnats du monde de cyclo-cross 1980 ont lieu les 26 et 27 janvier 1980 à Wetzikon en Suisse. Trois épreuves masculines sont au programme.

## Podiums
| Épreuves | Or              | Argent             | Bronze               |
| -------- | --------------- | ------------------ | -------------------- |
| Élites   | Roland Liboton  | Klaus-Peter Thaler | Hennie Stamsnijder   |
| Amateurs | Fritz Saladin   | Andrzej Mąkowski   | Grzegorz Jaroszewski |
| Juniors  | Radomír Šimůnek | Jokin Mujika       | Bernard Woodtli      |

## Résultats

### Classement des élites
| Pos. | Cycliste           | Pays                 | Temps           |
| ---- | ------------------ | -------------------- | --------------- |
|      | Roland Liboton     | Belgique             | 1 h 07 min 17 s |
|      | Klaus-Peter Thaler | Allemagne de l'Ouest | + 0:19          |
|      | Hennie Stamsnijder | Pays-Bas             | + 0:19          |
| 4    | Albert Zweifel     | Suisse               | + 0:22          |
| 5    | Peter Frischknecht | Suisse               | + 1:25          |
| 6    | Erwin Lienhard     | Suisse               | + 2:20          |
| 7    | André Geirland     | Belgique             | + 3:04          |
| 8    | Robert Vermeire    | Belgique             | + 3:43          |
| 9    | Alex Gérardin      | France               | + 4:15          |
| 10   | Gilles Blaser      | Suisse               | + 4:36          |

### Classement des amateurs
| Pos. | Cycliste             | Pays                 | Temps           |
| ---- | -------------------- | -------------------- | --------------- |
|      | Fritz Saladin        | Suisse               | 1 h 00 min 09 s |
|      | Andrzej Mąkowski     | Pologne              | + 0:21          |
|      | Grzegorz Jaroszewski | Pologne              | + 0:27          |
| 4    | Carlo Lafranchi      | Italie               | + 0:32          |
| 5    | Dieter Uebing        | Allemagne de l'Ouest | + 0:39          |
| 6    | Franco Vagneur       | Italie               | + 1:32          |
| 7    | Ueli Müller          | Suisse               | + 1:41          |
| 8    | Ivan Messelis        | Belgique             | + 1:56          |
| 9    | Vito Di Tano         | Italie               | + 2:06          |
| 10   | Paul De Brauwer      | Belgique             | + 2:21          |

### Classement des juniors
| Pos. | Cycliste          | Pays                 | Temps       |
| ---- | ----------------- | -------------------- | ----------- |
|      | Radomír Šimůnek   | Tchécoslovaquie      | 42 min 48 s |
|      | Jokin Mujika      | Espagne              | + 0:06      |
|      | Bernard Woodtli   | Suisse               | + 0:16      |
| 4    | Rigobert Matt     | Allemagne de l'Est   | + 0:18      |
| 5    | Hansjörg Winkler  | Allemagne de l'Ouest | + 0:18      |
| 6    | Eric Vanderaerden | Belgique             | + 0:32      |
| 7    | Heinz Matschke    | Allemagne de l'Ouest | + 0:46      |
| 8    | Tadeusz Krześlak  | Pologne              | + 0:53      |
| 9    | Rudi Flierl       | Allemagne de l'Ouest | + 1:08      |
| 10   | Ernst Weidmann    | Suisse               | + 1:34      |

## Tableau des médailles
| Rang | Nation               | Or | Argent | Bronze | Total |
| ---- | -------------------- | -- | ------ | ------ | ----- |
| 1    | Suisse               | 1  | 0      | 1      | 2     |
| 2    | Belgique             | 1  | 0      | 0      | 1     |
| 2    | Tchécoslovaquie      | 1  | 0      | 0      | 1     |
| 4    | Pologne              | 0  | 1      | 1      | 2     |
| 5    | Allemagne de l'Ouest | 0  | 1      | 0      | 1     |
| 5    | Espagne              | 0  | 1      | 0      | 1     |
| 7    | Pays-Bas             | 0  | 0      | 1      | 1     |